# Associazione Sportiva Potenza 1940-1941
Questa pagina raccoglie le informazioni riguardanti l'Associazione Sportiva Potenza nelle competizioni ufficiali della stagione 1940-1941.

## Rosa
| N. |                   | Ruolo | Calciatore          |
| -- | ----------------- | ----- | ------------------- |
| -  | Italia (bandiera) | D     | Luigi Asquini       |
| -  | Italia (bandiera) | D     | Palamede Bandini    |
| -  | Italia (bandiera) | P     | Silvio Beltrame     |
| -  | Italia (bandiera) | D     | Antonio De Carlo    |
| -  | Italia (bandiera) | A     | Vladimiro Dellavia  |
| -  | Italia (bandiera) | D     | Luigi Giagni        |
| -  | Italia (bandiera) | P     | Placido Gimona      |
| -  | Italia (bandiera) | A     | Alberto Giordano    |
| -  | Italia (bandiera) | P     | G. La Rocca         |
| -  | Italia (bandiera) | D     | Salvatore Lasorella |
| -  | Italia (bandiera) | C     | Carlo Marcuzzo      |
| -  | Italia (bandiera) | D     | Giuseppe Marussich  |

| N. |                   | Ruolo | Calciatore         |
| -- | ----------------- | ----- | ------------------ |
| -  | Italia (bandiera) | A     | Marcello Piva      |
| -  | Italia (bandiera) | C     | Ennio Polentarutti |
| -  | Italia (bandiera) | A     | Guido Poles        |
| -  | Italia (bandiera) | D     | Italo Revelant     |
| -  | Italia (bandiera) | C     | Ivo Ricci          |
| -  | Italia (bandiera) | A     | A. Rubolino        |
| -  | Italia (bandiera) | A     | Mario Santoro      |
| -  | Italia (bandiera) | A     | Bruno Schillani    |
| -  | Italia (bandiera) | A     | Angelo Summa       |
| -  | Italia (bandiera) | A     | Tranquillo Taverna |
| -  | Italia (bandiera) | C     | Mario Treppo       |
| -  | Italia (bandiera) | C     | Ruggero Villotti   |